# Eleição municipal de Itatiba em 2016
A eleição municipal de Itatiba em 2016 foi o 17.º pleito eleitoral realizado na história do município. Ocorreu oficialmente em 2 de outubro e foi disputada em turno único, dado que Itatiba por não ter 200 000 eleitores registrados e aptos ao voto, não atende ao critério eleitoral definido pelo inciso II do artigo nº 29 da Constituição Federal para a realização de um 2.º turno caso nenhum dos candidatos à prefeito alcance maioria absoluta dos votos. Neste caso, o(a) vencedor(a) é escolhido por maioria simples.
Para este pleito eleitoral, foi necessário que os eleitores fizessem o recadastramento biométrico, pois estes são autorizados a prosseguir para a cabine de votação somente após realizar sua identificação digital. Desse modo, é possível garantir mais segurança e evitar as fraudes durante as eleições. Segundo dados do Tribunal Superior Eleitoral, 77 171 eleitores compunham o eleitorado itatibense apto a votar para eleger 1 prefeito, 1 vice-prefeito e 17 vereadores para a Câmara Municipal em 2016.

## Candidaturas oficiais
| Candidaturas deferidas pelo TSE para a disputa eleitoral | Candidaturas deferidas pelo TSE para a disputa eleitoral | Candidaturas deferidas pelo TSE para a disputa eleitoral | Candidaturas deferidas pelo TSE para a disputa eleitoral | Candidaturas deferidas pelo TSE para a disputa eleitoral | Candidaturas deferidas pelo TSE para a disputa eleitoral | Candidaturas deferidas pelo TSE para a disputa eleitoral                | Candidaturas deferidas pelo TSE para a disputa eleitoral |
| N.º                                                      | N.º                                                      | Candidato(a) a prefeito(a)                               | Candidato(a) a prefeito(a)                               | Candidato(a) a vice-prefeito(a)                          | Candidato(a) a vice-prefeito(a)                          | Coligação                                                               | Situação                                                 |
| -------------------------------------------------------- | -------------------------------------------------------- | -------------------------------------------------------- | -------------------------------------------------------- | -------------------------------------------------------- | -------------------------------------------------------- | ----------------------------------------------------------------------- | -------------------------------------------------------- |
|                                                          | 18                                                       |                                                          | Dr. Parisotto (REDE)                                     |                                                          | Marina (PDT)                                             | Muda Itatiba REDE / PDT / PRTB / PRP / PCdoB / PTdoB                    | Não eleito                                               |
|                                                          | 23                                                       |                                                          | Douglas Augusto (PPS)                                    |                                                          | Fumachi (PR)                                             | Itatiba pode Mais PPS / PR / PMDB / PSL / PSDC / PTC / PPL / PROS       | Eleito                                                   |
|                                                          | 25                                                       |                                                          | Vitório Bando (DEM)                                      |                                                          | Dr. Ovídio (PV)                                          | Seriedade e Trabalho DEM / PV / PP / PTN / PSC / PMN / PSB / PSDB / PSD | Não eleito                                               |
|                                                          | 77                                                       |                                                          | David Bueno (Solidariedade)                              |                                                          | Capitão Frederico (PTB)                                  | A Mudança é Agora! Solidariedade / PTB / PRB / PHS / Patriota           | Não eleito                                               |

## Resultados eleitorais

### Poder Executivo
O candidato Douglas Augusto (PPS), cujo companheiro de chapa foi o ex-prefeito de Itatiba José Roberto Fumachi (PR), sagrou-se vencedor do pleito após obter 22 010 votos, o equivalente a 40,61% dos votos válidos. Seu mandato à frente do Poder Executivo municipal teve início em 1 de janeiro de 2017 e foi concluído em 31 de dezembro de 2020.
| Candidatos a prefeito(a)   | Candidatos a prefeito(a)    | Candidatos a vice-prefeito(a) | Votação | Votação     |
| Candidatos a prefeito(a)   | Candidatos a prefeito(a)    | Candidatos a vice-prefeito(a) | Total   | Porcentagem |
| -------------------------- | --------------------------- | ----------------------------- | ------- | ----------- |
|                            | Douglas Augusto (PPS)       | Fumachi (PR)                  | 22 010  | 40,61%      |
|                            | Dr. Parisotto (REDE)        | Marina (PDT)                  | 13 274  | 24,49%      |
|                            | Vitório Bando (DEM)         | Dr. Ovídio (PV)               | 10 995  | 20,28%      |
|                            | David Bueno (Solidariedade) | Capitão Frederico (PTB)       | 7 926   | 14,62%      |
| Total de votos válidos     | Total de votos válidos      | Total de votos válidos        | 54 205  | 54 205      |
| Votos apurados             |                             |                               |         |             |
| Votos válidos              | Votos válidos               | Votos válidos                 | 54 205  | 87,44%      |
| Votos em branco            | Votos em branco             | Votos em branco               | 2 682   | 4,33%       |
| Votos nulos                | Votos nulos                 | Votos nulos                   | 5 099   | 8,23%       |
| Total de votos apurados    | Total de votos apurados     | Total de votos apurados       | 61 986  | 61 986      |
| Participação do eleitorado |                             |                               |         |             |
| Comparecimentos            | Comparecimentos             | Comparecimentos               | 61 986  | 80,32%      |
| Abstenções                 | Abstenções                  | Abstenções                    | 15 185  | 19,68%      |
| Total de eleitores aptos   | Total de eleitores aptos    | Total de eleitores aptos      | 77 181  | 77 181      |
| Fonte: UOL                 |                             |                               |         |             |

### Poder Legislativo
No sistema proporcional, pelo qual são eleitos os vereadores, o voto dado a um(a) candidato(a) é primeiro considerado para a coligação da qual o partido político em que ele(a) é filiado(a) faz parte. O total de votos da coligação é o que define quantas cadeiras o partido terá. Definidas as cadeiras, os candidatos(as) mais votados(as) do partido são chamados a ocupá-las. Abaixo encontram-se os candidatos a vereador eleitos, reeleitos e os que ficaram como suplentes para a 17.ª legislatura, iniciada em 1 de janeiro de 2017 e concluída em 31 de dezembro de 2020.
| N.º   | Candidato(a)                  | Coligação               | Votos obtidos | Porcentagem | Situação      |
| ----- | ----------------------------- | ----------------------- | ------------- | ----------- | ------------- |
| 45455 | Dr. Thomás Advogado           | PSDB / PMN              | 2 646         | 4,89%       | Reeleito(a)   |
| 23456 | Washington Bortolossi         | PPS / PMDB / PTC / PROS | 2 022         | 3,74%       | Reeleito(a)   |
| 25118 | Flávio Monte                  | DEM / PP / PSB          | 1 320         | 2,44%       | Reeleito(a)   |
| 22022 | Ailton Fumachi                | PR / PPL                | 1 143         | 2,11%       | Reeleito(a)   |
| 43210 | Leila Bedani                  | PV / PSD                | 1 037         | 1,92%       | Eleito(a)     |
| 45333 | Cornélio da Farmácia          | PSDB / PMN              | 1 000         | 1,85%       | Reeleito(a)   |
| 25678 | Roselvira Passini             | DEM / PP / PSB          | 989           | 1,83%       | Eleito(a)     |
| 45654 | Sidney Ferreira               | PSDB / PMN              | 881           | 1,63%       | Reeleito(a)   |
| 43043 | Ronaldo Luiz Herculano        | PV / PSD                | 880           | 1,63%       | Suplente      |
| 11111 | Hiroshi Bando                 | DEM / PP / PSB          | 835           | 1,54%       | Eleito(a)     |
| 22522 | Fernando Soares               | PR / PPL                | 783           | 1,45%       | Eleito(a)     |
| 23200 | Prof.ª Deborah                | PPS / PMDB / PTC / PROS | 781           | 1,44%       | Eleito(a)     |
| 25125 | José Roberto Feitosa          | DEM / PP / PSB          | 775           | 1,43%       | Eleito(a)     |
| 77123 | Romanin                       | Solidariedade / PTB     | 733           | 1,35%       | Eleito(a)     |
| 25777 | Júnior Cecon                  | DEM / PP / PSB          | 697           | 1,29%       | Suplente      |
| 45007 | Diego Freitas                 | PSDB / PMN              | 692           | 1,28%       | Suplente      |
| 77001 | Willian Soares                | Solidariedade / PTB     | 677           | 1,25%       | Eleito(a)     |
| 40400 | Rafael Rossi                  | DEM / PP / PSB          | 668           | 1,23%       | Suplente      |
| 65000 | Hélio Ferreira                | REDE                    | 657           | 1,21%       | Não eleito(a) |
| 45045 | Rui Fattori                   | PSDB / PMN              | 633           | 1,17%       | Suplente      |
| 12612 | Edvaldo Húngaro               | PDT / PCdoB / PRP       | 628           | 1,16%       | Reeleito(a)   |
| 40000 | Duguaça                       | DEM / PP / PSB          | 601           | 1,11%       | Suplente      |
| 20000 | Fabrício Scarpelli da Federal | PSC / PTN               | 563           | 1,04%       | Não eleito(a) |
| 43151 | Décio da Farmácia             | PV / PSD                | 548           | 1,01%       | Suplente      |
| 18888 | Dr. Marco Camargo             | REDE                    | 521           | 0,96%       | Não eleito(a) |
| 55055 | Valdir Franciscon             | PV / PSD                | 519           | 0,96%       | Suplente      |
| 10123 | Valéria Correia               | PRB / PHS / PEN         | 506           | 0,94%       | Não eleito(a) |
| 11011 | Professor Marcio Oriani       | DEM / PP / PSB          | 494           | 0,91%       | Suplente      |
| 25351 | Wagner Stocco                 | DEM / PP / PSB          | 487           | 0,90%       | Suplente      |
| 22234 | João Bernardo                 | PR / PPL                | 484           | 0,89%       | Suplente      |
| 11612 | Cabo Botelho                  | DEM / PP / PSB          | 482           | 0,89%       | Suplente      |
| 12365 | Bete Enfermeira Morro Azul    | PDT / PCdoB / PRP       | 474           | 0,88%       | Eleito(a)     |
| 22220 | Giovani Tartari               | PR / PPL                | 458           | 0,85%       | Suplente      |
| 36999 | Baessa da Van                 | PPS / PMDB / PTC / PROS | 422           | 0,78%       | Suplente      |
| 19999 | Edson Pereira da Toque-Toque  | PSC / PTN               | 418           | 0,77%       | Não eleito(a) |
| 12000 | Evair Piovesana               | PDT / PCdoB / PRP       | 408           | 0,75%       | Suplente      |
| 25123 | Oscar Hasegawa                | DEM / PP / PSB          | 401           | 0,74%       | Suplente      |
| 77888 | Ênio Ribeiro                  | Solidariedade / PTB     | 395           | 0,73%       | Suplente      |
| 23625 | Serginho                      | PPS / PMDB / PTC / PROS | 393           | 0,73%       | Eleito(a)     |

## Repercussão pós-eleitoral
Douglas Augusto (PPS) foi o mais jovem prefeito eleito na cidade, com apenas 28 anos. Nascido em Itatiba, esta foi a primeira vez que concorreu à Prefeitura. É formado em Economia pela PUC Campinas, foi auditor fiscal da Prefeitura, é professor da ETEC e exerceu o cargo de vereador em após ser eleito na eleição de 2012. Sua vitória não foi uma surpresa, pois após uma forte e eficiente campanha, o resultado já era considerado esperado. Durante seu mandato como vereador, já agradava a população com o seu trabalho em meio à uma gestão turbulenta e caótica do então prefeito João Gualberto Fattori (PSDB) à frente da cidade.
O prefeito eleito e o vice-prefeito eleito, o ex-prefeito José Roberto Fumachi (PR), foram empossados em 1 de janeiro de 2017 para cumprir mandato válido pelos 4 anos seguintes. Dentre seus principais projetos, estão a diminuição das filas de espera para os hospitais, acabar com a indústria da multa, aumentar a arrecadação da cidade sem aumentar impostos e melhorar os serviços de limpeza e transporte urbano.